# Arbitrajele de la Viena

Arbitrajele de la Viena și alte achiziții teritoriale (1938-41)

Compoziția etnică a Ungariei post-1941

Arbitrajele de la Viena sau Dictatele de la Viena este denumirea sub care sunt cunoscute două tratate (1938 și 1940) prin care Germania nazistă și Italia fascistă au încercat să rezolve în mod pașnic pretențiile teritoriale ale Ungariei revizioniste, condusă de amiralul regent Miklós Horthy. Aceste arbitraje au asigurat anexarea de către Ungaria a unor teritorii care astăzi fac parte din Slovacia, Ucraina și România, pe care Ungaria le-a pierdut în 1920 prin Tratatul de la Trianon la sfârșitul primului război mondial, și pe care a încercat mereu să le reocupe.

## Primul arbitraj de la Viena
Prin acesta, la 2 noiembrie 1938 Germania și Italia au obligat Cehoslovacia că cedeze sudul Slovaciei și Subcarpatia (astăzi în Ucraina) Ungariei.

## Al doilea arbitraj de la Viena
Prin acesta, la 30 august 1940, Germania și Italia au obligat România să cedeze jumătate din Transilvania Ungariei. Decizia nu a fost motivată de spiritul justiției, ci pentru a aduce Ungaria de partea Germaniei în război. Prin anularea unei decizii importante a Tratatului de la Trianon, o zonă multietnică a fost dată unei alte țări, provocând emigrații masive de populație din ambele părți.
În afară de al doilea arbitraj de la Viena, la 7 septembrie, prin Tratatul de la Craiova, regiunea Cadrilater din sudul Dobrogei a fost returnată Bulgariei. Acest teritoriu a făcut parte din Bulgaria din 1878 până în 1913, după care a intrat în componența României în urma celui de-al doilea război balcanic.